# Sona Jobarteh
Sona Jobarteh (London, 1983. október 17. –) gambiai zenész, az első női hivatásos kora-játékos Nyugat-Afrikában.
Népművész családból származik, amelyben dalnokok, énekmondók, zenészek voltak és vannak. Családtagjai között több elismert kora-zenész volt már.
Játszik korán, gitáron, csellón – és énekel.

## Életrajza
A londoni születésű Sona Jobarteh tagja az öt legjelentősebb kora-zenész (griot) család egyikének Nyugat-Afrikában, és egyben az első nő közöttük.
Korábban a 21-húros hárfa-szerű hangszeren való játék kizárólag apáról fiúra szállt. A hangszer egyik fontos eleme a mandingo népek kultúrájának Nyugat-Afrikában, és a játék rajta fenn volt tartva az úgynevezett griot családoknak.
Nagyapja, Amadu Bansang Jobarteh, generációjának egyik griot mestere. Maliból vándorolt Gambiába. Unokatestvére, a jól ismert, ünnepelt kora-zenész: Toumani Diabaté.
Sona Jobarteh hároméves korától tanulta a hangszert, először bátyja, Tunde Jegede, majd az apja, Sanjally Jobarteh irányítása alatt. Az első nyilvános szereplése, a londoni The Jazz Caféban négyéves korában volt.
Zenei tanulmányait a Royal College of Music zeneakadémián folytatta cselló, zongora és csembaló szakon, majd a Purcell school zeneiskolában  zeneszerzést tanult. Ez idő alatt részt vett több zenekari projektben, mint a „River of Sound“ az Irish Chamber Orchestra ír kamarazenekarral és Evelyn Glennievel, valamint közös előadásokon több zenekarral: Royal Filharmonikus Zenekar, Britten Sinfonia, Milton Keynes város zenekara és a Viva kamarazenekar.
Előadóként olyan zenészekkel működött együtt, mint Oumou Sangaré, Toumani Diabaté, Kasse Made Diabaté és a BBC Symphony Orchestra. Ezenkívül állandó tagja a bátyja Afrikai klasszikus zene együttesének, amely bejárta Angliát, Írországot, Afrikát és a Karib-térséget. Szintén közreműködött a zeneszerző/zenész, Tunde Jegede Mali Royal Court Music és Lamentations című albumain, két saját komponálású dallal, melyek közül az egyik szerepelt a Trance Planet Vol. 5 albumon (megjelent Triloka lemezkiadónál, Virgin az USA-ban). Dolgozott együtt az előkelő kimondott szó művésszel, HKB Finnel mint társ-író, énekes és producer.
A SOAS, University of London diplomája megszerzése után idejét kora-előadóművészként és tanársága között osztja meg. Apjával együtt alapították meg a híres – nagyapja nevét viselő – „Amadu Bansang Jobarteh” zeneiskolát. Bemutatkozó albuma, az Afro-Acoustic Soul, keserédes szerelmi és társadalmi témákat feldolgozó dalokat tartalmaz.
2018-ban fellépett a MÜPA-ban és Szegeden is.

## Művészete
Jobarteh európai születésű, de afrikai örökségű, és határozottan azonosul az utóbbival. Jelentős időt töltve mind Angliában, mind a Gambiában, keveri a különböző zenei stílusokat, az európai és nyugat-afrikai hagyományokat. Ellentétben a kortársaival, inkább kiterjeszti a hagyományos afrikai gyökereket, ahelyett, hogy bedolgozná azokat a kortárs hiphop és a dzsesszzenébe. Új formában tolmácsolja a hagyományos zenét.

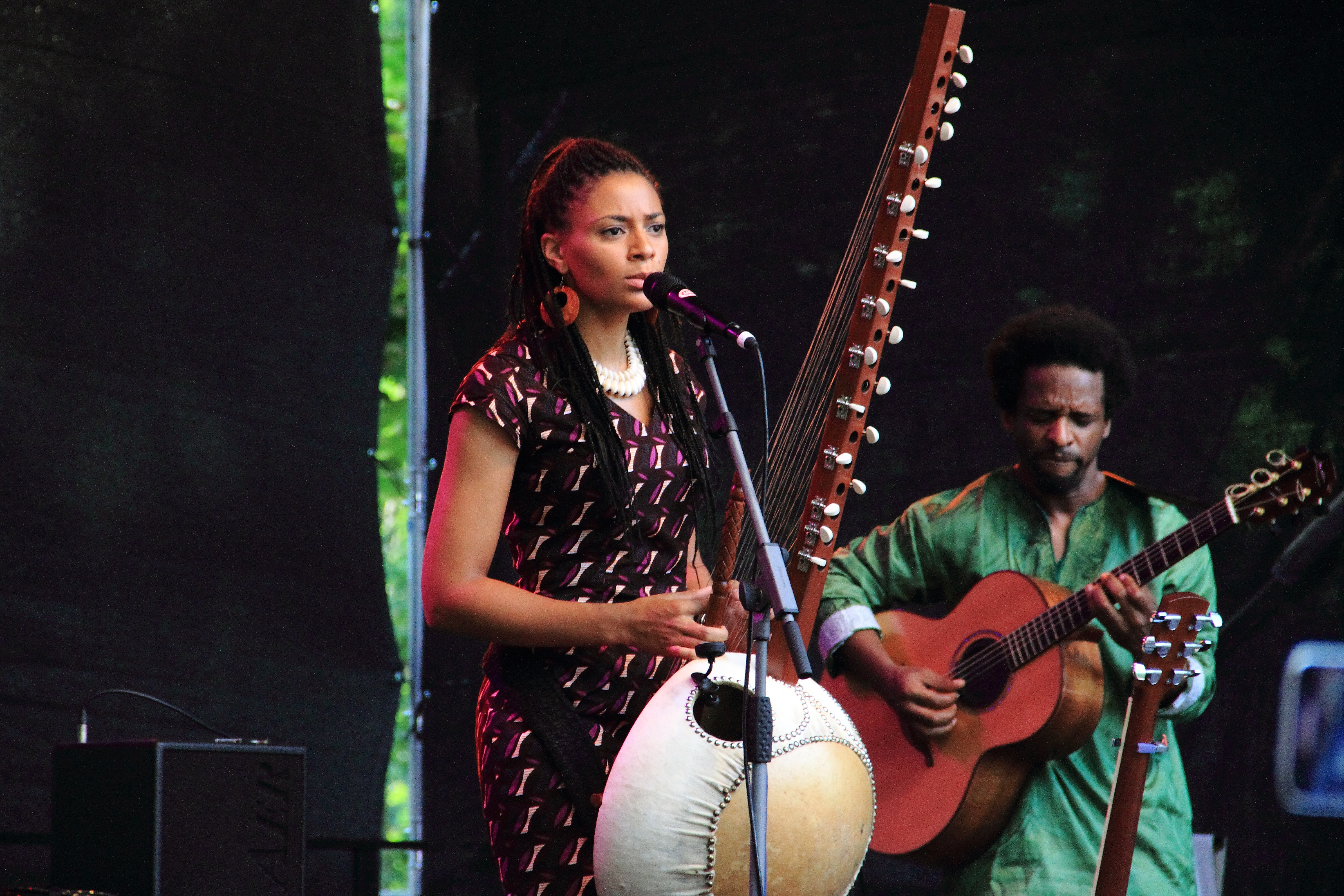

### Filmzeneszerző
Mint filmzeneszerző 2009-ben debütált. Zenét írt a Motherland (Szülőföld) című egyedülálló, Afrikáról szóló dokumentumfilmhez. Ez a filmzene a klasszikus afrikai hangzásvilág innovatív feltárása volt. Bár a film zenéje elsősorban a nyugat-afrikai griot hagyományt követi, új elemeket kellett benne találni, annak érdekében, hogy megfeleljenek a vizuális ábrázolás igényeinek. Ennek érdekében olyan hangolásokat használt, melyek eltértek a hagyományostól. Korát használt nagybőgőként, valamint egy arab skála szerinti hangolást. Egy gitárt is használt az afrikai lant utánzására, ugyanakkor mégis követte a nyugat-afrikai griot játékstílust.
Ő találta fel a Nkoni nevű új hangszert, hogy egyedi hangokat is meg tudjon szólaltatni. A hangszer a kora és a donsö ngoni hangszer kereszteződése, ami jobban visszaadja az afrikai zenei hangzás tonalitását és hangulatát.
A vokál stílusa a nyugat-afrikai griot stíluson alapul, de vannak olyan beütések, amelyek a kelet-afrikai hatásokra támaszkodnak.
Egy sajátos afrikai esztétikát akarva teremteni két dolgot került el: az ismerős nyugati vonós hangzásokat és a sztereotip afrikai dobokat.
- 500 Years Later (kora zenész)
- The Idea (színésznő)
- Megtört ölelések (kora zenész)
- The First Grader (Első osztályos); (énekes)
- Motherland (zeneszerző)
- Sona Jobarteh az IMDb-n

## Lemezei
- Producer és vendégművész a Spoken Herbs lemezen (2006)
- Music of the Diaspora (500 Years Later (2006)
- Vendégművész a Nu Beginin lemezen (Ty2) (2007)
- Afro Acoustic Soul (2008)
- Producer és vendégművész a Light in the Shade of Darkenss lemezen (HKB FiNN) (2008)
- Motherland: The Score (2010)
- Fasiya (2011)
- Innovation Through Preservation (2019)
- Badinyaa Kumoo (2022)

## Magyarországon
2022. június 22. Orfű

## Fordítás
Ez a szócikk részben vagy egészben  a   Sona Jobarteh című angol Wikipédia-szócikk fordításán alapul.  Az eredeti cikk szerkesztőit annak laptörténete sorolja fel. Ez a jelzés csupán a megfogalmazás eredetét és a szerzői jogokat jelzi, nem szolgál a cikkben szereplő információk forrásmegjelöléseként.